# Andrij Herus

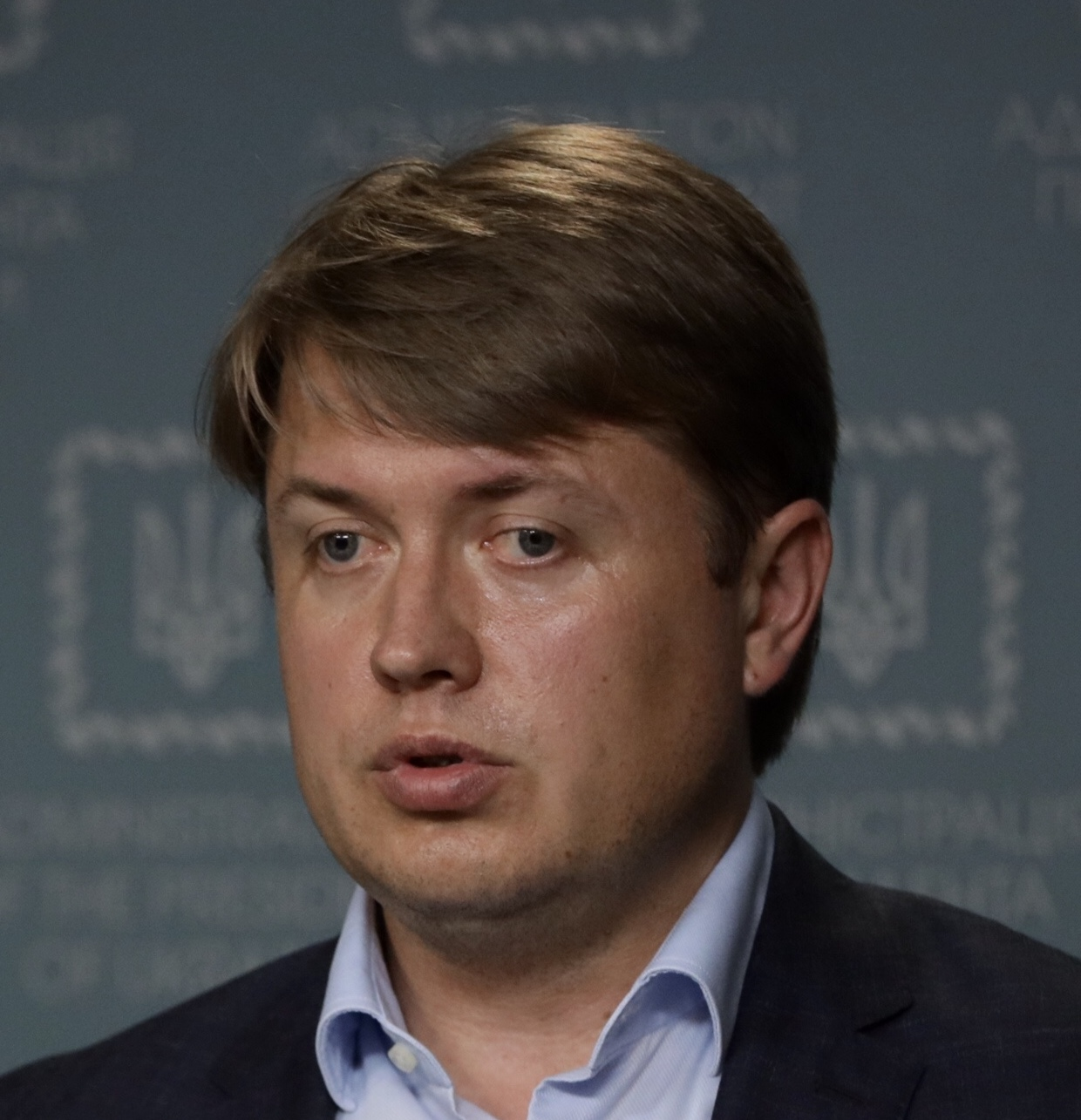
Andrij Herus (2019)

Andrij Mychajlowytsch Herus (ukrainisch Андрій Михайлович Герус; * 18. März 1982 in Nowowolynsk, Ukrainische SSR) ist ein ukrainischer Politiker, Vertreter des Präsidenten Wolodymyr Selenskyj im Ministerkabinett der Ukraine (vom 22. Mai bis 11. November 2019) und Volksabgeordneter der Ukraine der 9. Legislaturperiode.
Andrij Herus wurde in eine Bergbaufamilie geboren, er absolvierte die Fakultät für Wirtschaftswissenschaften der Universität Lwiw im Fachgebiet „Wirtschaftliche Kybernetik“ und erhielt einen MBA von der Grenoble School of Management in London.
Von 2003 bis 2007 war er als Investment Analyst, Direktor für Handels- und Investmentaktivitäten bei Galnaftogaz tätig. Von 2007 bis 2014 war er Director of Investment Activities Concorde Capital. Seit 2015 ist er Geschäftsführer von Concorde Capital.
Zwischen 2014 und 2015 war er Mitglied der Nationalen Kommission für Regulierung im Bereich Energie und Versorgung (NCREP).